# Спортивная гимнастика на летних Олимпийских играх 1968
Соревнования по спортивной гимнастике на летних Олимпийских играх 1968 года проводились среди мужчин и женщин.

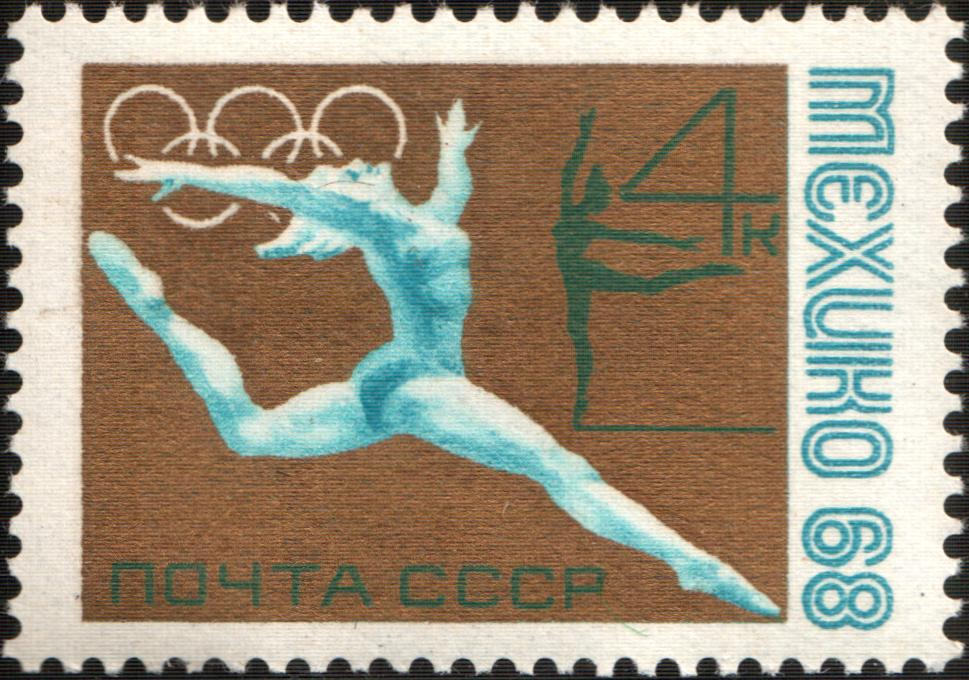
Марка СССР: Женская спортивная гимнастика. Прыжок «Олень». Серия: XIX Летние Олимпийские игры в Мехико, Мексика (12—27/X)

## Общий медальный зачёт
| Место | Страна       | Золото | Серебро | Бронза | Всего |
| ----- | ------------ | ------ | ------- | ------ | ----- |
| 1     | Япония       | 6      | 2       | 4      | 12    |
| 2     | СССР         | 5      | 5       | 8      | 18    |
| 3     | Чехословакия | 4      | 2       | 0      | 6     |
| 4     | Югославия    | 1      | 0       | 0      | 1     |
| 5     | ГДР          | 0      | 2       | 2      | 4     |
| 6     | Финляндия    | 0      | 1       | 0      | 1     |
| Итого | Итого        | 16     | 12      | 14     | 42    |

## Медалисты

### Мужчины
| Дисциплина            | Золото                                                                                           | Серебро | Бронза                                                                                          |
| --------------------- | ------------------------------------------------------------------------------------------------ | --- | ----------------------------------------------------------------------------------------------- |
| Командное первенство  | Япония · Юкио Эндо · Савао Като · Такэси Като · Эйдзо Кэммоцу · Акинори Накаяма · Мицуо Цукахара | СССР · Сергей Диомидов · Валерий Ильиных · Валерий Карасёв · Виктор Клименко · Виктор Лисицкий · Михаил Воронин | ГДР · Зигфрид Фюлле · Клаус Кёсте · Петер Вебер · Гюнтер Байер · Маттиас Бреме · Герхард Дитрих |
| Абсолютное первенство | Савао Като Япония                                                                                | Михаил Воронин СССР                                                                                             | Акинори Накаяма Япония                                                                          |
| Вольные упражнения    | Савао Като Япония                                                                                | Акинори Накаяма Япония                                                                                          | Такэси Като Япония                                                                              |
| Конь                  | Мирослав Церар Югославия                                                                         | Олли Лайхо Финляндия                                                                                            | Михаил Воронин СССР                                                                             |
| Кольца                | Акинори Накаяма Япония                                                                           | Михаил Воронин СССР                                                                                             | Савао Като Япония                                                                               |
| Опорный прыжок        | Михаил Воронин СССР                                                                              | Юкио Эндо Япония                                                                                                | Сергей Диомидов СССР                                                                            |
| Брусья                | Акинори Накаяма Япония                                                                           | Михаил Воронин СССР                                                                                             | Виктор Клименко СССР                                                                            |
| Перекладина           | Михаил Воронин СССР                                                                              | не присуждалась                                                                                                 | Эйдзо Кэммоцу Япония                                                                            |
| Перекладина           | Акинори Накаяма Япония                                                                           | не присуждалась                                                                                                 | Эйдзо Кэммоцу Япония                                                                            |

### Женщины
| Дисциплина            | Золото | Серебро | Бронза                                                                                              |
| --------------------- | --- | --- | --------------------------------------------------------------------------------------------------- |
| Командное первенство  | СССР · Зинаида Воронина · Любовь Бурда · Ольга Карасёва · Наталья Кучинская · Лариса Петрик · Людмила Турищева | Чехословакия · Вера Чаславска · Марианна Крайчирова · Яна Кубичкова · Гана Лишкова · Богумила Ржимначова · Мирослава Скленичкова | ГДР · Магдалена Шмидт · Уте Штарке · Эрика Цухольд · Маритта Бауэршмидт · Карин Янц · Марианна Ноак |
| Абсолютное первенство | Вера Чаславска Чехословакия                                                                                    | Зинаида Воронина СССР | Наталья Кучинская СССР                                                                              |
| Опорный прыжок        | Вера Чаславска Чехословакия                                                                                    | Эрика Цухольд ГДР | Зинаида Воронина СССР                                                                               |
| Брусья                | Вера Чаславска Чехословакия                                                                                    | Карин Янц ГДР | Зинаида Воронина СССР                                                                               |
| Бревно                | Наталья Кучинская СССР                                                                                         | Вера Чаславска Чехословакия | Лариса Петрик СССР                                                                                  |
| Вольные упражнения    | Лариса Петрик СССР                                                                                             | не присуждалась | Наталья Кучинская СССР                                                                              |
| Вольные упражнения    | Вера Чаславска Чехословакия                                                                                    | не присуждалась | Наталья Кучинская СССР                                                                              |